# Правобережне повстання (1664–1665)
Правобережне повстання 1664—1665 років — збройні виступи козаків, селян і міщан Правобережної України проти спроб реставрації урядом польського короля Яна II Казимира Ваза соціально-економічних відносин, що мали місце до початку Національно-визвольної війни українського народу середини XVII століття. Вибух повстання був спровокований діями польської адміністрації (за потурання гетьманського уряду П.Тетері), спрямованими на реституцію (відновлення) прав шляхти на володіння на Правобережжі, що здійснювалися на тлі невдалого походу коронної армії на Лівобережжя України взимку 1663—1664 років та за подальшого занепаду військової спроможності Речі Посполитої. У розгортанні повстання активну роль відігравало запорізьке та лівобережне козацтво. Участь у його підготовці брали: І.Виговський, Ю.Хмельницький, І.Сірко, Ф.Коробка, Г.Гуляницький, О.Гоголь і Йосиф Нелюбович-Тукальський. Втім, дії повстанців не були достатньою мірою скоординовані та підпорядковані єдиному командуванню.

## Хід повстання
Розпочалося повстання в першій половині лютого 1664 року походом кошового отамана Запорозької Січі І.Сірка на Брацлавщину. Тут запорожців підтримали торговицький сотник Д. Сулима та полковник С. Височан. За короткий час повстання охопило значні території Брацлавщини та Київщини. Кількість учасників зросла приблизно до 20 тис. осіб, і вони наблизились до найпотужнішої на Правобережжі Білоцерківської фортеці. Лише за підтримки татарських орд гетьманові П.Тетері та командиру коронних військ в Україні полковнику С. Маховському вдалося відтіснити повсталих до Лисянки й Торговиці (нині село Новоархангельського району Кіровоградської області).
За участь у підготовці повстання 27 березня 1664 року було страчено колишнього гетьмана І.Виговського. Така ж доля спіткала ще близько 1,5 тис. повстанців, захоплених у полон. Але репресії влади не лише не приборкали виступ, а спровокували новий спалах боротьби. На кінець березня - початок квітня 1664 року до рук повсталих перейшли Мліїв (нині село Городищенського районуну Черкаської області), Городище, Кам'янка, Сміла, Жаботин (нині село Кам'янського р-ну Черкаської обл.) та інші міста Південної Київщини, а також Брацлав, Вінниця, Меджибіж, Могилів-Подільський на Брацлавщині. У Летичівському та Кам'янецькому повітах значного розмаху набув опришківський рух (див. Опришки). У середині квітня 1664 року І. Сірко вчинив спробу оволодіти резиденцією правобережного гетьмана — Чигирином.

## Придушення повстання
Прибуття на Правобережжя України коронних військ на чолі з руським воєводою С.Чарнецьким (22 — 25 тис. вояків разом із військовими слугами) і татарських орд (близько 10 — 15 тис. вояків), незважаючи на втручання в конфлікт на боці повсталих лівобережних військ гетьмана І. Брюховецького, повернуло ініціативу до рук польського командування. Вже на початок літа 1664 року С. Чарнецькому вдалося витіснити з Правобережжя запорозьких і лівобережних козаків, а також зміцнити польські форпости у Паволочі (нині село Попільнянського району Житомирської обл.), Білій Церкві, Корсуні (нині м. Корсунь-Шевченківський), Чигирині, Ставищах (нині смт Ставище). Придушення повстання супроводжувалося масовими репресіями та виведенням місцевого населення до Криму в ясир.
Незважаючи на поразку, повстання обумовило зречення влади П.Тетерею та підготувало ґрунт до розриву Правобережного Гетьманату з Річчю Посполитою в гетьманування П. Дорошенка.